# Horst Becker (Diplomat)
Horst Becker (* 16. Mai 1924 in Köln; † 16. November 2005) war ein deutscher Diplomat, der zeitweise Botschafter in Somalia und zuletzt von 1985 bis 1989 Botschafter in Neuseeland war.

## Leben
Nach dem Abitur absolvierte Becker ein Studium der Rechtswissenschaften an der Universität Hamburg und legte dort das Erste und Zweite Staatsexamen ab. 1953 erfolgte seine Promotion zum Dr. jur. mit einer Dissertation zum Thema Die völkerrechtliche Intervention nach modernster Entwicklung.
Im Anschluss trat er 1954 in den Auswärtigen Dienst ein und war nach Abschluss der Laufbahnprüfung neben Verwendungen in der Zentrale des Auswärtigen Amtes in Bonn an den Botschaften in London im Vereinigten Königreich, in Johannesburg in Südafrika und in Den Haag in den Niederlanden sowie an der Ständigen Vertretung bei der NATO in Paris.
Später war er bis zum 5. September 1977 und damit bis kurz vor der Entführung des Flugzeugs „Landshut“ sowie der Befreiung der Lufthansa-Maschine Landshut in Mogadischu im Oktober 1977 Botschafter der Bundesrepublik Deutschland in Somalia. Danach wurde er zur Dienstleistung beim NATO-Generalsekretariat bis 1980 beurlaubt, ehe er von 1980 bis 1985 wieder in der Zentrale des Auswärtigen Amtes tätig war.
Zuletzt wurde Horst Becker 1985 Botschafter der Bundesrepublik Deutschland in Neuseeland und damit Nachfolger von Hans Alfred Steger, der Botschafter in Bulgarien wurde. Das Amt des Botschafters in Wellington übte er bis zu seinem Eintritt in den Ruhestand 1989 aus und wurde dann von Gerhard Weber abgelöst.

## Schriften
- Die völkerrechtliche Intervention nach modernster Entwicklung. Dissertation, Universität Hamburg 1953, DNB 480393540